# Dimitar Dimitrioski
Dimitar Dimitrioski (Prilep, 16 de febrero de 1998) es un jugador de balonmano macedonio que juega de extremo izquierdo en el Atlético Valladolid de la Liga Asobal. Es internacional con la selección de balonmano de Macedonia del Norte.
Su primer gran campeonato con la selección fue el Campeonato Mundial de Balonmano Masculino de 2021.

## Palmarés

### RK Vardar
- Liga de Macedonia del Norte de balonmano (1): 2021
- Copa de Macedonia del Norte de balonmano (1): 2021

## Clubes
| Club                | País                | Año       |
| ------------------- | ------------------- | --------- |
| RK Metalurg         | Macedonia del Norte | 2017-2019 |
| RK Vardar           | Macedonia del Norte | 2019-2021 |
| Eurofarm Pelister 2 | Macedonia del Norte | 2021-2022 |
| Atlético Valladolid | España              | 2022-Act. |